# 맷 커츠
맷 커츠(Matt Cutts, 1972년 또는 1973년 ~ )는 미국의 소프트웨어 공학자이다. 미국 디지털 서비스의 전 관리자 대행을 역임하다가, 2018년 10월 관리자를 역임했다.
커츠는 한때 검색 엔진 최적화 문제에서 검색 품질 팀에 소속되어 구글과 함께 일했다. 구글에서 웹 스팸 팀의 전 팀장이다.